# Slaweka
Slaweka (Slawika; Slake; Slage; Slache), medeltida, ursprungligen vendisk adelsätt,  från Schlawkewitz på ön Rügen i Pommern. Via Danmark kom denna släkt till Sverige under 1300-talet med stamfadern Claus Slaweka "gamble Slawika" känd 1367-1378. Släkten förknippas under 1400-talet med godset Mörby i Fasterna socken väster om Norrtälje.

## Vapen
Dess vapen var en delad sköld med ett halvt lejon i det övre fältet och en fiskstjärt i det nedre. 
Av vapnet framgår, att en gren av samma släkt var den danska släkten Rosengaard, som tagit namn efter Rosengarten på Rugen. Den fortlevde till slutet av 1500-talet och var ärkebiskopen i Lund Jens Brostrups mödernesläkt. Till samma krets hörde släkten von der Lancken, som tagit namn efter en annan ort på Rügen men i stället för fiskstjärt förde tre stjärnor i vapnets nedre fält.

## Kända medlemmar
1. Klaus Klausson Slaweka "den äldre", gift med Märta Ingemundsdotter (Vasa), dotter till Ingemund Jonsson (Vasa), 1381 och 1386 Bo Jonsson (Grip)s Fogde på Åland.[1]
  1. Klaus Klausson Slaweka "den yngre", död omkring 1440, gm Bengta Johansdotter (Schack av Skylvalla)
    1. Katarina Klausdotter Slaveka
    2. Johan Klausson Slaweka gm Märta Bengtsdotter (Björnlår)
      1. Märta Johansdotter Slaweka gift med Bengt Kristiernsson (Oxenstierna), varpå Mörby övergick till släkten Oxenstierna.